# Karl-Heinz Granitza
Karl-Heinz Granitza (Lünen, 1 november 1951) is een voormalig Duits voetballer (aanvallende middenvelder). In zijn carrière heeft hij bij verschillende clubs in Duitsland gespeeld, waarvan Hertha BSC Berlijn de bekendste is,  waarna hij naar de Verenigde Staten vertrok. In 1982 werd hij topscorer in de North American Soccer League.

## Erelijst
Topscorer North American Soccer League
- Winnaar: (1) 1982 (20)